# Алани
Аланите са иранска народност, част от сарматите, обитавала през I век териториите североизточно от Черно море.
Под натиска на хуните през V век част от тях навлизат в Западна Европа и по-късно, заедно с вандалите, в Северна Африка. Смята се, че потомци на аланите, останали в Източна Европа, са днешните осетинци.

## Наименование
Различните форми на алан (на гръцки: Αλανοι, Αλαννοι; на китайски О-лан-на) и ирон (самоназванието на днешните осетинци) се свързват с ариан – „благороден“ на авестийски и санскритски. Според някои хипотези аланите са клон на индо-иранците, от които произлизат индоарийците и иранските народи.
В хода на историята аланите са известни и с друга група свързани имена. Първоначално са наричани на гръцки Αορσι, което от IX век е съкратено до аси, ас или ос, на руски: яси, на грузински оси. От това име произлиза съвременното осетинци.

## Ранна история
Първите споменавания на имена, които историците свързват с аланите, се появяват почти едновременно в гръко-римската география и китайските хроники от I век пр.н.е. „География“ (xxiii, 11.v) на Страбон, който е роден в Понт на Черно море, но, съдейки по формите на племенните имена, вероятно използва и ирански източници, споменава за аорси, като ги свързва с народността сираци. Според него Спадин, царят на аорсите, можел да събере двеста хиляди конни стрелци в средата на 1 век пр.н.е. В същото време горните аорси, от които те се отделили като бежанци, можели да изпратят много повече, тъй като владеели крайбрежието на Каспийско море:
„...и затова могат да внесат с камили индийски и вавилонски стоки, получавайки ги на свой ред от арменците и мидийците, а също и заради богатството си могат да носят златни украшения. Сега аорсите живеят край Танаис, а сираците живеят край Ахардей, която тече от Кавказ и се влива в Меотида.“
Определянето на имена и места в древнокитайските хроники е още по-несигурно, но няколко века по-късно хрониката „Хау Ханшу“ споменава, че степната страна Янкай вече се нарича Аланляо (阿蘭聊):
„Царството Янкай е променило името си на царство Аланляо. Негова столица е град Ди. То е васално на Кандзюй. Климатът е мек. Изобилства от восъчни дървета, борове и бяла трева. Техният начин на живот и облекло са същите, като тези на Кандзюй.“
Според откъс от „Шидзи“ (II век пр.н.е.):
„Казва се: Към 2000 ли на северозапад от Кандзюй е държавата Йенцай. Обучените стрелци наброяват 100 000. Има същия начин на живот, като Кандзюй. Разположена е на Голямото блато, което няма [друг] бряг [и което сигурно е Северното море].“
Китайската единица за дължина ли от епохата Хан се различава от днешната и е равна на 415,8 m. „Голямото блато“ може да се отнася за Аралско море (разстоянието от Ташкент, където се смята че е разположена Кандзюй, до Аралск е 866 km), делтата на Дунав или дори блатата в днешна Беларус и Северна Украйна.
Така в началото на I век аланите заемат земите по средното и долно течение на Дон. Според писмените източници от втората половина на I век до IV век оглавяват силен съюз на сарматски племена. През II – III век създават проблеми на Римската империя, като нахлуват в нейните дунавски и кавказки провинции.
Херодот описва аланите като „високи руси хора, подстригващи се късо, за разлика от скитите“.. Амиан Марцелин казва: „Почти всички алани са високи и добре изглеждащи, косата им обикновено е руса“.. Той смята, че те са потомци на масагетите: „iuxtaque Massagetae Halani et Sargetae“, „per Albanos et Massagetas, quos Alanos nunc appellamus“, „Halanos pervenit, veteres Massagetas“.
Археологическите находки подкрепят данните на писмените източници. Късносарматските обекти за пръв път са идентифицирани с историческите алани от Рау. Според археологическия материал, те са едно от ираноезичните номадски племена, започнали да навлизат в земите на сарматите между средата на I век и II век.
Аланите са споменати за пръв път в римската литература през I век и по-късно са описвани като войнолюбив народ, специализиран в отглеждането на коне. Те често нападат Партия и кавказките провинции на Римската империя. В надпис на партския цар Вологаз I пише, че в 11-ата година на управлението си той се бие с Кулук, цар на аланите.
Еврейският историк Йосиф Флавий, съвременник на събитията, пише в „Еврейските войни“ (книга 7, глава 8.4), че аланите (които той нарича скитско племе), живеещи край Азовско море, пресичат Железните врати, за да грабят, и побеждават армиите на мидийския цар Пакор II и арменския цар Тиридат I, и двамата братя на Вологаз:
„4. И там беше народът на аланите, които по-рано бяхме споменали като скити, и живееха при Меотида. Този народ беше направил план да нападне Мидия и земите отвъд нея, за да ги ограби; с това намерение те сключиха договор с царя на Хиркания; тъй като той беше господар на онзи проход, който цар Александър затвори с железни врати. Този цар им даде разрешение да минат през тях; и така, те дойдоха в голямо множество и нападнаха неочаквано мидийците, и разграбиха страната им, която намериха пълна с хора и изобилстваща с добитък, а никой не посмя да окаже съпротива срещу тях; защото Пакор, царят на страната, беше избягал от страх в места, където те не могат лесно да го достигнат и беще им оставил всичко, което има, и беше спасил от тях само жена си и наложниците си, и това също с трудности, след като те били пленени, като им дал сто таланта злато за откуп. След това тези алани ограбили страната без съпротива и с голяма леснота, и продължили чак до Армения, съсипвайки всичко пред себе си. И Тиридат беше цар на тази страна, който ги срещна и се би с тях, но изглежда бил хванат жив в битката; защото някой мъж хвърлил отдалече мрежа върху него и бързо би го издърпал към себе си, ако той веднага не я бил срязал с меча си и не избягал. Така аланите, още по-окуражени от тази гледка, опустошили страната и взели със себе си голямо множество хора и много от другата плячка, която събрали от двете царства, и тогава се оттеглили в своята страна.“
През I век Ариан предприема поход срещу аланите и оставя подробен разказ („Войната срещу аланите“), който е основен източник за изучаване на римската тактика, но не дава много сведения за противника.

### Велико преселение на народите
Около 370 г. аланите са подчинени от хуните. Те се разделят на няколко групи, някои от които заминават на запад, а други остават на север от Кавказ и по-късно създават средновековната държава Алания. Сред техните водачи е Аспар, който служи като военачалник на Византийската империя в средата на V век.

### Западна Европа и Северна Африка
Част от аланите, заминали на запад, се включват в нашествието на германските племена вандали и свеви в римската провинция Галия. Григорий Турски споменава в своята „Liber historiae Francorum“, че аланският крал Респендиал спасява вандалите при сблъсъка им с франките при пресичането на Рейн на 31 декември 406. Според него друга група алани, водена от Гоар, пресича Рейн по същото време, но се присъединява към римляните и се заселва в Галия.
Аланите на Респендиал се включват в походите на вандалите на Пиренейския полуостров през 409, но през следващите години етническата им идентичност постепенно се размива. През 418 аланският крал Атас е убит в битка срещу вестготиге и поданиците му молят вандалския крал Гундерик да приеме аланската корона. През 429 повечето алани от тази група се прехвърлят в Северна Африка, заедно с вандалите. Вандалските крале в Африка използват традиционната титла Крал на вандали и алани (Rex Wandalorum et Alanorum).
Част от аланите на Респендиал остават на Пиренейския полуостров и се заселват главно в Лузитания и района на Картахена (Alani Lusitaniam et Carthaginiensem provincias). По-късно името им остава известно с техните масивни ловни и бойни кучета, които изглежда те пренасят в Западна Европа. В Страната на баските и до днес съществува порода едри кучета, наричана Alano.
В Галия аланите, водени първоначално от Гоар, се заселват в няколко области, най-вече около Орлеан и Валанс. Още при неговото управление те се съюзяват с бургундите, водени от Гундахарий, заедно с които помагат на императора узурпатор Йовин. При наследника на Гоар Сангибан орлеанските алани участват в отблъскването на Атила в битката при Шалон. Римският военачалник Аеций заселва голям брой алани във и по границата с Арморика, за да потуши бунтовете в областта. През V век аланите в Галия са въвлечени във войните между франки и вестготи и престават да съществуват като самостоятелна общност.

### Връзка със сърби, хървати, българи
Съществува необщоприета хипотеза, която свързва аланите с ранната история на сърбите и хърватите. Тя се основава на няколко ранни сведения за народи с подобно име. Подобни имена се появяват през V век, когато става дума за сербои на изток от горното течение на Елба и за хървати в днешна Галиция. Според някои предположения аланските племена се преселват на северозапад сред славяните, установяват властта си над тях и постепенно са асимилирани.
През 620 г. хърватите и сърбите са поканени на Балканския полуостров от император Ираклий, за да укрепят границата на Византийската империя срещу аварите. Те се смесват с по-ранните славянски преселници и от тях произлизат днешните южнославянски народи хървати и сърби. От останалите в района на Елба произлизат лужишките сърби. Белите хървати, живеещи по горното течение на Висла, се споменават в разни източници до X век.
След куманите съществен принос в историята на България през XII – XIV век имат аланите. През 1301 г. Теодор Светослав разрешил на алани, които били в състава на Ногаевите войски, да преминат през България и да отидат във Византия. Остатъци от тези алански конници, след като били разбити от каталаните около Галиполи, а и в Тракия загинал вождът им Гиркон, поискали убежище от цар Теодор Светослав и са били заселени в района на Татар-Пазарджик (дн. Пазарджик) през 1306 – 1307 г. През 1323 г. няколкостотин алански конници, водени от вождовете си Итил („Волга“) и Темир („Желязо“), бранят Пловдив под командването на Иван Русина. Понеже тези алани от векове са православни християни, те се интегрират бързо в българската среда. Според сръбски извори други алани, от т. нар. Господство Яшко (вероятно в днешната румънска част на Молдова), са съюзници на Михаил III Асен Шишман във войната му със сръбския крал Стефан Дечански през 1330 г. През 1365 г. във войската на видинския цар Иван Срацимир (1356-1397) има части от такива „яси измаелити“, т.е. мюсюлмани.

## Средновековна Алания
През VIII век в Северен Кавказ, приблизително на територията на по-късната Черкезия и днешна Северна Осетия, възниква централизирана аланска държава, известна в източниците от периода като Алания. Нейна столица е Магас. Тя контролира важния търговски път през прохода Дариал. Алания съществува до 1238 – 1239 г., когато е унищожена от монголските нашествия.
През IX век Аланското царство попада под зависимостта на Хазарския хаганат. При управлението на хазарския владетел Вениамин аланите са негови съюзници срещу коалиция, водена от Византийската империя. Според анонимния автор на „Шехтеровото писмо“, много от тях по това време са привърженици на юдаизма. Въпреки това, в началото на X век аланите попадат под влиянието на Византийската империя, вероятно поради приемането на християнството от техния владетел. През 920-те години, при управлението на хазарския владетел Аарон II, воюват срещу хазарите, претърпяват поражение и царят им е пленен. Според мюсюлмански източници, като ал-Масуди, приблизително по същото време те изоставят християнството и прогонват византийските мисионери и духовници. Синът на Аарон се жени за дъщерята на аланския цар и аланите остават съюзници на хазарите до падането на Хаганата през 960-те години.
След разпадането на Хазарския хаганат аланските владетели често сключват съюзи с Византийската империя и различни грузински владетели за защита от нападенията на степни народи, като печенеги и кумани. Съюзът с Грузия достига своята кулминация през 1187, когато аланският княз Давид Сослан се жени за царица Тамара и поставя началото на династията, управлявала Грузия през следващите 6 века. На няколко пъти алански княгини се женят и за руски князе, например Мария, съпруга на Всеволод Голямото гнездо и баба на Александър Невски.

## Нова история
През IV – V век аланите са поне частично християнизирани от ариански мисионери. През VIII – X век сред аланите действат византийски мисионери, а Алания е издигната в степен на митрополия. Въпреки това, християнството не е единствената религия в Алания. Арабският автор Ибн Руста твърди, че макар царят на аланите да е християнин, голяма част от народа остават езичници, други извори говорят за известно разпространение и на юдаизма.
През XIII век монголските нашествия ги изтласкват на юг в Кавказ, където те се разделят на три групи. Една се оттегля в предпланинските части и долини на централен Кавказ и образува двете основни осетински групи – Дигор и Ирон. С времето Дигор на запад попада под влиянието на кабардинците, източночеркезко племе, което през XVII век въвежда исляма в тази област, а Ирон е под руско управление след 1767 г. и там се засилва православието. Друга група от аланите мигрират с кипчаците в Източна Европа и съхраняват езика и етническата си идентичност до XV век. Третата група се присъединява към Монголската орда и скоро изчезва от историята.
Осетинците, езикови наследници на аланите, живеят в автономни области в Русия и Грузия и говорят осетински език. Той е част от иранската езикова група и е единственият остатък от скито-сарматския диалектен континуум, заемал в миналото голяма част от Евразийската степ. Днешният осетински има два главни диалекта – дигор, говорен в западната част на Северна Осетия, и ирон, говорен в останалата част на страната. Трети клон на осетинския, яс, в миналото е говорен в Унгария. Литературният език, основаващ се на иронския диалект, е установен в края на XIX век.